# 奥利弗镇区 (俄亥俄州亚当斯县)
奥利弗镇区是美国俄亥俄州亚当斯县的一个镇区，2010年美国人口普查时有1319人居住在该镇区。
全州仅有此一个奥利弗镇区。

## 地理
奥利弗镇区位于亚当斯县中部，与以下镇区接壤：
- 斯科特镇区 - 北
- 梅格斯镇区 - 东
- 蒂芬镇区 - 南
- 韦恩镇区 - 西

## 历史
奥利弗镇区建于1853，命名源自县行政长官约翰·奥利弗。

## 政府
镇区有3人组成的理事会管理。理事会理事选举在奇数年11月举行，并在来年1月1日开始四年任期。两名理事的选举在总统选举后一年举行，另一名的选举在总统选举前一年举行。镇区财务官亦由选举产生，与一名镇区理事选举同时举行，不过在来年4月1日才开始四年任期。若财务官或理事职位有空缺，将由剩余理事填补。